# Comuna Gundinci, Slavonski Brod-Posavina
Gundinci este o comună în cantonul Slavonski Brod-Posavina, Croația, având o populație de 2.027 de locuitori (2011).

## Demografie
Componența etnică a comunei Gundinci
     Croați (99,65%)
     Necunoscut (0,05%)
     Neclasificat (0,25%)
Componența confesională a comunei Gundinci
     Catolici (99,41%)
     Necunoscută (0,15%)
     Alte religii (0,44%)
Conform recensământului din 2011, comuna Gundinci avea 2.027 de locuitori. Din punct de vedere etnic, majoritatea locuitorilor (99,65%) erau croați. Apartenența etnică nu este cunoscută în cazul a 0,05% din locuitori. Din punct de vedere confesional, majoritatea locuitorilor (99,41%) erau catolici. Pentru 0,15% din locuitori nu este cunoscută apartenența confesională.